# 3695 Fiala
A 3695 Fiala (ideiglenes jelöléssel 1973 UU4) a Naprendszer kisbolygóövében található aszteroida. Henry L. Giclas fedezte fel 1973. október 21-én.